# Simone Vierne
Pour les articles homonymes, voir Vierne.
Simone Vierne, née Chatenier le 12 janvier 1930 à Modane et morte le 16 janvier 2016 à Grenoble,, est une universitaire française, spécialiste de George Sand, de Jules Verne et de la franc-maçonnerie.

## Biographie
Agrégée de lettres classiques, professeur émérite de littérature française à l'université Stendhal de Grenoble (1989), elle fut directrice honoraire du Centre de recherche sur l'imaginaire.
Organisatrice de nombreux colloques, dont trois à Cerisy-la-Salle, elle a enseigné au Canada et au Japon comme professeur invité. Spécialiste de Jules Verne, en 1989, elle participe au canular diffusé sur Radio-France d'un soi-disant manuscrit retrouvé de Jules Verne datant de 1845, dont des extraits sont lus à la radio et où l'auteur prédisait un déclin écologique sur la ville de Nantes. Le canular n'est révélé qu'en 2013 par Gérard Coudert, à l'origine du projet avec l'écrivain Hubert Ben Kemoun, qui en a écrit le texte, rendu vraisemblable par les corrections de Vierne.  
Spécialiste de la franc-maçonnerie, elle a consacré une grande partie de ses travaux à Jules Verne et à George Sand. Elle a participé en 2005 à l'ouvrage de références Jules Verne entre Science et Mythe aux côtés entre autres de Jean-Michel Margot, Alexandre Tarrieu et Lucian Boia.

## Publications
On lui doit de nombreux articles, des préfaces aux œuvres de Jules Verne chez Garnier-Flammarion, ainsi que les ouvrages suivants :
- Initiation et imagination créatrice, 1972 ;
- « L'Île mystérieuse », de Jules Verne, Hachette, 1973 ;
- Jules Verne et le roman initiatique, Éditions du Sirac, 1973 ;
- Rite, roman, initiation, Presses universitaires de Grenoble, 1973 ;
- L'Archétype initiatique et l'imaginaire, Institut d'herméneutique, 1974 ;
- George Sand, Association pour l'étude et la diffusion de l'œuvre de George Sand, 1977 ;
- Jules Verne, Balland, 1986 ;
- Itinéraires imaginaires, ELLUG, 1986 ;
- Jules Verne, mythe et modernité, Presses universitaires de France, 1989 ;
- L'Imaginaire des nourritures, avec Marie-Louise Audiberti, Presses universitaires de Grenoble, 1989 ;
- Les correspondants d'Henry Bordeaux et leur temps 1902-1963, H. Champion, 1995 ;
- George Sand et la franc-maçonnerie, Éd. maçonniques de France, 2002 ;
- George Sand, la femme qui écrivait la nuit, Presses universitaires Blaise-Pascal, 2003 ;
- Qui suis-je ? Verne, P.U.F., 2005 ;
- Lectures de Jules Verne : hier et aujourd'hui, in Iris no 28, 2005, p. 13-24 ;
- Les mythes de la franc-maçonnerie, Éd. Véga, 2008.